# Лисица в геральдике

Геральдическая лисица (шествующая)

Лисица (англ. Vulpes, Fuchs, renard) — естественная негеральдическая гербовая фигура.
В геральдике — символ проницательности, хитрости, прозорливости. Народный символ хитрости в ряде христианских стран.

## История
Сказки, притчи, басни о хитрости лисицы, сосуществовавшие у германских и славянских народов, как правило основаны на библейских представлениях, которые бытовали в Палестине уже во время пророка Иезекииля. Предания о хитрости и лукавства лисицы у всех европейских народов имеют один исторический источник — латинский текст XI века, "развивающий" высказывание пророка Иезекииля о шакалах. В XII веке этот текст переведён на древнегерманский язык, получив распространение: в XIII веке — в Голландии, в XV веке — на Нижней Саксонии, после чего перешёл к западным славянам и в конце XV-начале XVI века через Белоруссию проник в московское государство. Между тем, в Библии имелись в виду не лисы, а шакалы, которые древние евреи называли "сынами воя", но в силу отсутствия подобного зверя в Европе, при переводе библии, слово "шакал" было заменено на "лисица" и все отрицательные черты шакалов приписаны им.
Ошибка, допущенная переводчиками библии на заре христианства, имела довольно серьёзные последствия для европейской геральдики:
- В немецкой и славянской символике произошло закрепление признаков и повадок шакала за лисами, поскольку народно-литературные традиции не имели права расходиться с церковной и подрывать её авторитет;
- Западноевропейские католические геральдисты отказались включить лисицу, как отрицательный библейский образ в число геральдических фигур животных.

Многие гербы с изображение лисицы относится к разряду "говорящих", прежде всего в Италии, где распространена фамилия Вольпе и её варианты, а также в других европейских языках (Ренар, Фокс, Фукс).
Русская геральдика, которая создавалась в конце XVII века, значительно позднее европейской, столкнулась с необходимостью замены ранее сосуществовавших эмблем лисицы в гербах отдалённых земель княжеств: Удории, Обдории, Сургутской земли (Коды), Югории, Пелыма, где присутствовали эмблемы лисицы. При вхождении этих земель в состав московского государства, эмблема лисицы была заменена на соболя или другими, не имеющими отношения к геральдическим животным, с целью исключить не приемлемый с точки зрения церкви образ лисицы из русской земельной и территориальной национальной геральдики.
В конце XVIII века, в период городской реформы 1780-1790-х годов, эмблема лисицы была восстановлена, но на более низком геральдическом уровне  — в качестве говорящей эмблемы тех городов, где издревле сосуществовал промысел на лисиц или выделки их шкур: Мстиславль, Саранск, Сургут, Мезень, Тотьма и иные города и областные центры.
Лис и Фукс — польские шляхетские гербы. Изображение лисицы можно встретить на гербах городов.

## Блазонирование
В немецкой геральдике описание лисицы было строго упорядочено:
1. В Германии лисица была не женского, а мужского рода и описывалась лисом;
2. Были установлены четыре основных вида эмблемы лиса:

- Профильное изображение лисы, стоящей на задних лапах;
- Профильное поясное изображение с двумя передними лапами;
- Профильное изображение головы и шеи;
- Изображение только одной головы (морды) в анфас.

В качестве вооружения лиса устанавливалось: глаза, кончик носа и когти, которые всегда изображались чёрными, в то время, как остальная шкура означивалась красным цветом. В виде отличительных признаков, способствующих узнаванию лиса, устанавливались атрибуты в пасти: утки, крылья птицы. Встречаются лис и в нашлемниках.
По правилу, "восстающая", с опущенным хвостом и закрытой пастью, обыкновенно червлёна, но встречаются белые, чёрно-бурой масти и рыжие.
В русской геральдике процесс восстановления эмблемы лисицы в гербах не сопровождался установлением определённых правил и носило единичный, случайный характер. Поэтому цвет лисицы, поворот, экстерьер, расположение фигуры, имевшиеся у хищника вооружения, не были прописаны и лисы изображались по разному: "бегущими" или просто "стоящими", без чётких родовых признаков и были неотличимы от псов, куниц и даже волков.

## Примеры

Герб Фукс
Герб Августа Вольфа
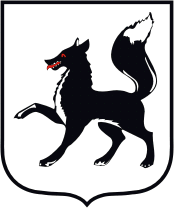
Герб Салехарда
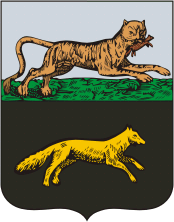
Герб Зашиверска
Герб Сургута
Герб Сургута времен Российской империи
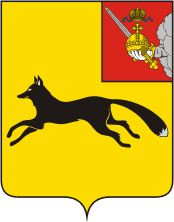
Герб Тотьмы
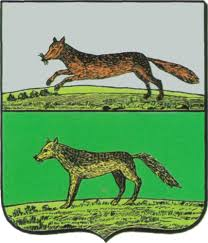
Герб Сергиевска
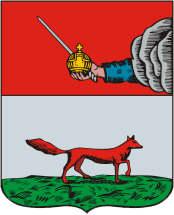
Герб Мезени
Герб Саранска
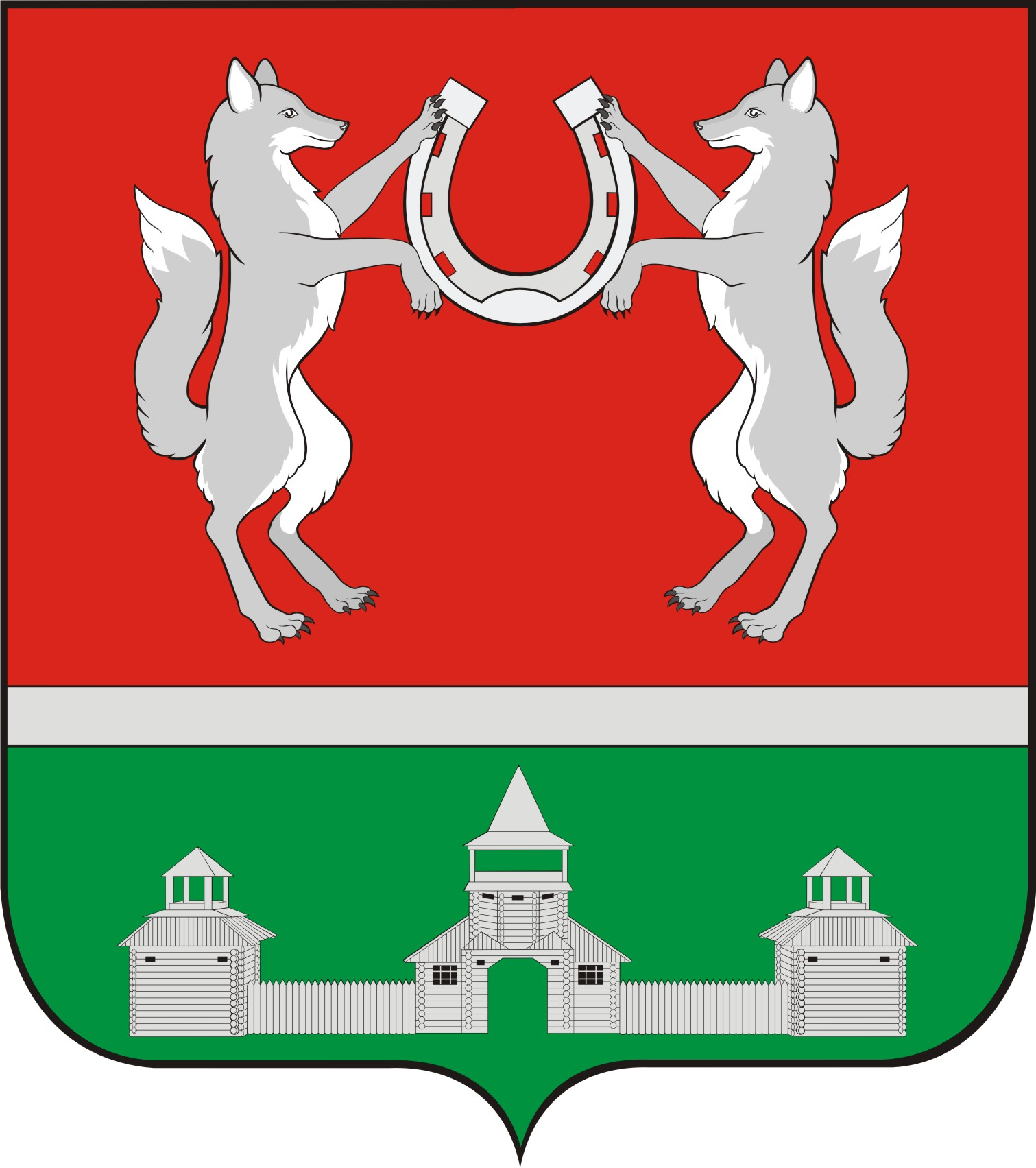
Герб Тюкалинского района,
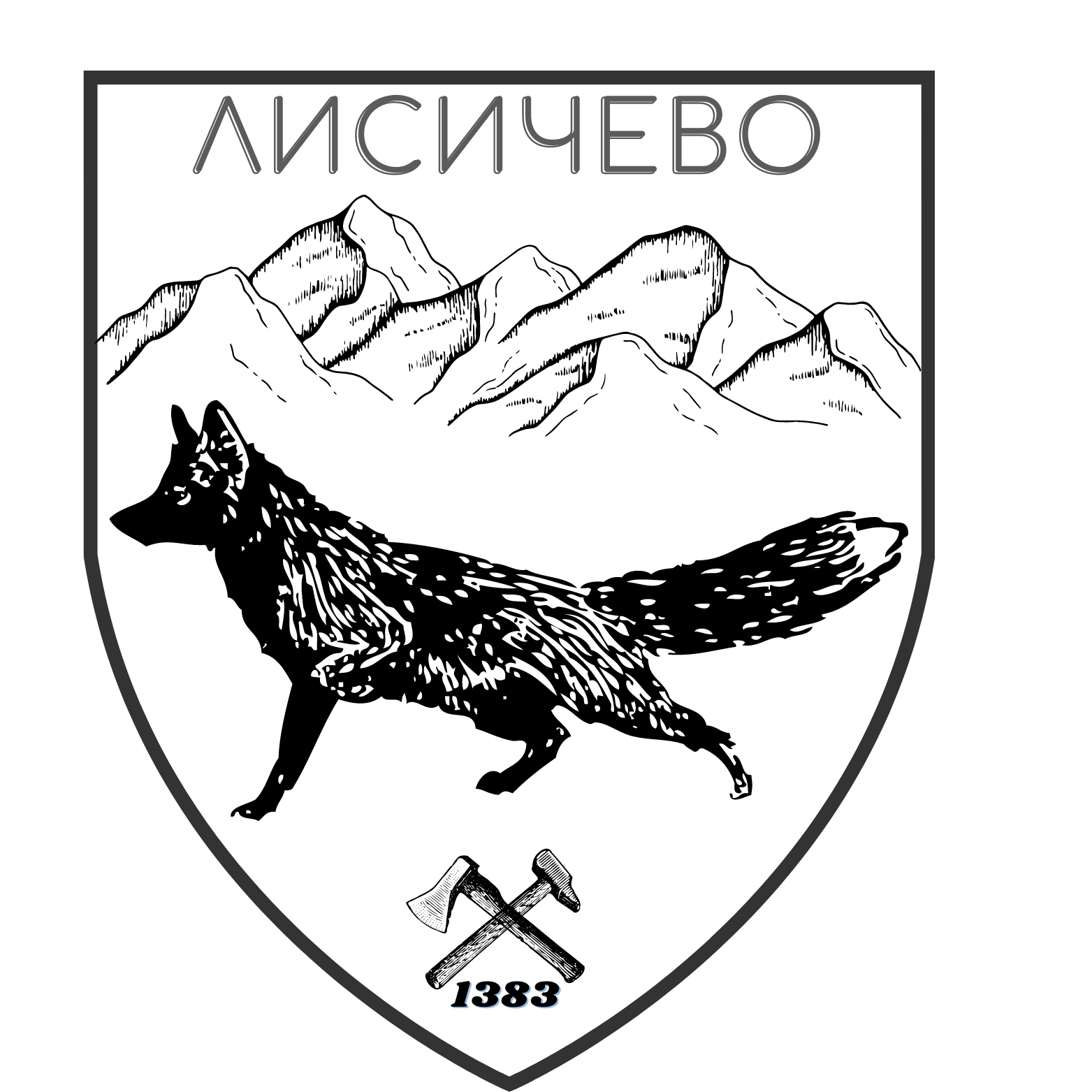
Герб Лисичево
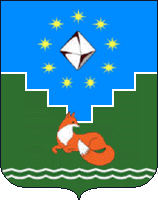
Герб Мирнинского района